# Hantverkarnas riksorganisation
Hantverkarnas riksorganisation, även Hantverkarna, är en näringslivsorganisation för hantverksföretag och hantverksföreningar i Sverige. Organisationen grundades 1991 som Sveriges hantverks- och småföretag (SHS) och har idag 20 medlemsföreningar.
Sedan 1999 ger organisationen ut tidningen Hantverket tillsammans med Stockholms hantverksförening.